# Município de Sunbury Village (condado de Delaware, Ohio)
O município de Sunbury Village (em inglês: Sunbury Village Township) é um município localizado no condado de Delaware no estado estadounidense de Ohio. No ano de 2010 tinha uma população de 4.385 habitantes e uma densidade populacional de 514,92 pessoas por km².

## Geografia
O município de Sunbury Village encontra-se localizado nas coordenadas 40° 14′ 54″ N, 82° 51′ 55″ O. Segundo a Departamento do Censo dos Estados Unidos, o município tem uma superfície total de 8.52 km², da qual 8.47 km² correspondem a terra firme e (0.55%) 0.05 km² é água.

## Demografia
Segundo o censo de 2010, tinha 4.385 habitantes residindo no município de Sunbury Village. A densidade populacional era de 514,92 hab./km². Dos 4.385 habitantes, o município de Sunbury Village estava composto pelo 95.3% brancos, o 1.14% eram afroamericanos, o 0.16% eram amerindios, o 0.98% eram asiáticos, o 0.11% eram insulares do Pacífico, o 0.8% eram de outras raças e o 1.51% pertenciam a duas ou mais raças. Do total da população o 1.71% eram hispanos ou latinos de qualquer raça.